# 博伊沙赫
| <<                                  | 博伊沙赫 | Joishtho\|>> |
|                                     |          |              |
| 在達卡舉行的波赫拉 博伊沙赫慶祝活動 |          |              |

博伊沙赫（Bôishakh, Baishakh）是阿薩姆曆、孟加拉曆和尼泊爾曆的第一個月。這個月介於格里曆的4月下半月至5月上半月之間。

## 詞源
月份的名稱來源於太陽靠近27宿的毗沙卡（বিশাখা）。

## 歷史
博伊沙赫的第一天為波赫拉 博伊沙赫（Pôhela Bôishakh）或孟加拉元旦而被慶祝。這一天在全國各地都有文化節目，節日和狂歡節。這一天也是孟加拉國和鄰近的印度西孟加拉邦和特里普拉邦所有商務工作的開始。交易員們開始創建一個新的財政帳簿，名為"哈哈塔"（" Halkhata"）。"哈哈塔"的會計僅在這一天之後才開始。他們用糖果和禮物與顧客一起慶祝。

## 季節
博伊沙赫月也標誌著夏季的正式開始。這個月因下午的風暴而臭名昭著，被稱為西北風暴（"Kalboishakhi"）。風暴通常在炎熱的一天結束時從西北方向開始，並造成廣泛的破壞。

## 農業
博伊沙赫是許多季節性水果，特別是芒果、西瓜和菠蘿蜜上市的月份。未成熟的綠色芒果是本月的特色美食。

## 確立的紀念活動（根據孟加拉國的官方說法）
- 博伊沙赫1：波赫拉 博伊沙赫
- 博伊沙赫2：Jackie Robinson Day（英语：Jackie Robinson Day）
- 博伊沙赫18：國際勞動節
- 博伊沙赫25：歐戰勝利紀念日
- 博伊沙赫26：勝利日 (5月9日)
- 博伊沙赫的最後一個星期六：美國軍人節